# Свети Стефан (Виена)
Вижте пояснителната страница за други значения на Свети Стефан.
Свети Стефан (на немски: Stephansdom) е католическа катедрала в центъра на Виена. Тя е сред символите на Австрия и сред най-големите забележителности на нейната столица.
Издигната е върху останките на две по-рано съществуващи църкви през периода 1137 – 1147 г. Сегашният си готически стил придобива към 1511 година.
Катедралата пострадва сериозно при пожар избухнал на 12 април 1945 г. вследствие на запалените съседни магазини, разграбвани от мародери по време на навлизането на съветски войски в града. Храмът е възстановен напълно през 1952 г.

Издигната е в романски и готически стил. Височината на южната кула (строена между 1368 и 1433 г.) е 136,44 м, а на северната – 68,3 м. При Хабсбургите никоя друга църква в Австроунгарската империя няма право да бъде по-висока.
По време на Обсадата на Виена от турците през 1529 г. южната кула служи като главен наблюдателен център и щаб, ръководещ отбраната на града. Дължината на катедралата е 198,20 м, а ширината – 62 м.
Покривът на катедралата, дълъг 111 м, е богато украсен с 230 хил. цветни керемиди. На северната му страна са изобразени гербовете на Виена и на Австрия.

## История
- През 1137 г. маркграф Леополд IV Щедри съвместно с Регинмар, епископ на Пасау, полагат основите на първата църква. Тя е завършена като постройка през 1147 г. в романски стил. През 1230 – 1245 г. е разширена от запад. От тези времена е съхранена западната (романска) стена на църквата с портала и двете кули, по-късно престроени в готически стил. През 1258 г. първата църква изгаря.

- През 1263 г. на нейно място е построена втората църква, също в романски стил; денят на освещаването на църквата е 23 април, празнува се в този ден.

- През 1304 – 1340 г., при Албрехт I и Албрехт II, към църквата от изток са пристроени тринефен Албертов хор, „погълнал“ трансепта на втората църква и съхранил се оттогава; строителните работи са завършени 77 години след освещаване на втората църква. Северният неф е посветен на Дева Мария, средният на „Св. Стефан и Вси светии“, а южният – на Дванадесетте апостоли.

- На 7 април 1359 г. Рудолф IV Австрийски полага на мястото на съвременната южна кула първия камък на новата, готическа църква. По плановете на архитектите през XIV век стените на новата църква следва да се строят отстрани самостоятелно от съществуващата църква и едва след това да се свържат със стените на старата (това става едва през 1430 г.). Албертовите хорове са достатъчно широки и затова са съхранени. През 1433 г. е завършена южната кула, а за довършването на свода на новата църква са необходими почти 30 години (1446 – 1474). Северната кула е започната през 1450 г., като е довършена като постройка през 1511 г., но остава недостроена.

## Реликви

### Иконата от Марияпоч
През 1676 г. кметът на село Поч (днес Марияпоч в област Саболч (Унгария), да не се бърка с град Печ) Ласло Дзингри поръчва икона на Богородица по случай невероятното му спасение от турски плен. Населението на селото тогава е съставено от униати – католици, почитащи източните обреди и иконите. Иконата на Богородица е поставена в местната църква. Според очевидци на 4 ноември 1696 г. от нея потичат сълзи.
Император Леополд I я пренася във Виена, оставяйки на селяните копие. Тъй като копието също се счита за чудотворно, село Поч става място за поклонение и е преименувано по-късно на Мария-поч. До 1945 г. иконата на Богородица виси при главния олтар, а сега се намира в югозападния ъгъл, до главния портал.

### Камбани
В камбанарията има 23 камбани, 20 от тях се използват и всяка има своя роля. Голямата камбана на северната кула, наречена „Нов Пумерин“, с тегло 21 383 кг., е отлята през 1951 г. в Санкт Флориан и е окачена през 1957 г. на мястото на „Стария Пумерин“, отлят през 1711 г. и унищожен през 1945 г. Камбаната „Пумерин“ звъни 11 пъти в годината, по време на велики празници:
- 2 пъти през католическия празник на тялото и кръвта Христови;
- в деня на освещаването на катедралата (23 април);
- в Новогодишната нощ;
- най-продължителният, 10-минутен звън, отбелязва смъртта и интронизацията на папата или Виенския архиепископ[1][2]. Тя е втората по големина камбана в Европа (след тази в Кьолнската катедрала).

За ежедневния камбанен звън се използват 11-те камбани от Южната кула, с тегло от 35 до 5700 кг. От тях 4 се използват преди началото на ежедневната меса, като броят им се увеличава до 10 през празнични дни и до 11 – ако служи лично архиепископът. Има специална камбана за заупокойна служба. Часовете се отбелязват от 2 стари камбани (отлети през 1449 и 1772 г.), преживели пожара в Южната кула.

### Катедра
Релефната катедра от XV век се приписва на Николаус Герхард. За естествено усилване на звука от катедрата, тя е прислонена към колоната в центъра на главния неф. Тя е украсена със статуи на четирите учители на западната църква – Августин, Амвросий Медиолански, Йероним Стридонски, Григорий Велики. Перилата на стълбата, водещи към катедрата, са украсени с фантастични орнаменти от жаби и гущери – алегория на борбата на доброто и злото. Под стълбата има малък скулптурен портрет на „Гледащия от прозореца“ – това е автопортрет на скулптора.

### Капела на св. Валентин
В катедралата са обособени 6 капели. В реликвария на св. Валентин, датиран към 1440 г. и разположен в горната част на романската кула вдясно от портала, до 1933 г. се пазят главните реликви на храма. През 1933 г. част от тях е преместена в музея при катедралата.
Сега в капелата се пазят мощите на Свети Валентин, черепите на св. св. Козма и Дамян и част от покривката, стояла на масата при Тайната вечеря.

### Гробници
В наоса на катедрала са погребани
- Рудолф IV Австрийски (херцог на Австрия – строител на катедралата, поч. през 1365 г.). Надгробието в главната зала е символично; тялото е погребано в подземната гробница
- Фридрих III (поч. 1493 г.). Надгробието е изработено от Николаус Герхард
- Евгений Савойски (поч. 1736 г.)

В херцогската крипта – 72 членове на династията Хабсбурги
- Фридрих Красивия (1289 – 13 януари 1330), 12-и херцог на Австрия и Щирия, крал на Германия
- Херцогиня Елизабет (1317 – 23 октомври 1336) – дъщеря на Фридрих Красивия
- Фридрих III, херцог на Австрия (31 март 1347 – 10 декември 1362)
- Рудолф IV, ерцхерцог на Австрия (1 ноември 1339 – 27 юли 1365)
- Ерцхерцогиня Катарина (1342 – 10 януари 1381) – дъщеря на херцог Албрехт II
- Катарина Люксембургска (1342 – 26 април 1395) – (съпруга на Рудолф IV) и дъщеря на император Карл IV
- Албрехт III, ерцхерцог на Австрия (9 септември 1348 – 29 август 1395)
- Албрехт IV, ерцхерцог на Австрия (21 септември 1377 – 14 септември 1404)
- Йоана София Баварска (1373 – 15 ноември 1410) – съпруга на Албрехт IV
- Беатрикс фон Золерн (1362 – 10 юни 1414) – съпруга на Албрехт III
- Ерцхерцог Георг (16 февруари 1435 – 16 февруари 1435) – син на крал Алберт II
- Вилхелм, ерцхерцог на Австрия (1370 – 15 юли 1406)
- Леополд IV Дебели – ерцхерцог на Австрия (1371 – 3 юни 1411)
- Албрехт (28 март 1551 – 25 юни 1552) – син на император Максимилиан II
- Елизабет Австрийска (1554 – 1592), кралица на Франция (5 юни 1554 – 22 януари 1592) – съпруга на крал Шарл IX на Франция
- неназован принц (20 януари 1557) – син на император Максимилиан II
- Ерцхерцогиня Мария (19 февруари 1564 – 26 март 1564) – дъщеря на император Максимилиан II
- Елеонора Гонзага, немска императрица (23 септември 1598 – 27 юни 1655) – втора съпруга на император Фердинанд II) (Австрия)